# Belastingdeurwaarder
Een belastingdeurwaarder is een deurwaarder in dienst van de overheid. Dit kan zijn de Belastingdienst, een gemeente of waterschap. Deze persoon is belast met het invorderen van belastingen en/of leges. De belastingdeurwaarder kan executeren op grond van het recht van parate executie, dus zonder tussenkomst van de rechter. Na toezending van een zogenaamd postdwangbevel kan beslag worden gelegd op het inkomen (salaris/uitkering) van de schuldenaar. Beslag op roerende en-of onroerende zaken en banktegoeden kan pas worden gelegd na betekening van een zogenaamd hernieuwd bevel tot betaling.